# Cadorago
Cadorago – miejscowość i gmina we Włoszech, w regionie Lombardia, w prowincji Como.
Według danych na rok 2004 gminę zamieszkiwały 6593 osoby, 941,9 os./km².